# Siphocampylus queluzensis
Siphocampylus queluzensis är en klockväxtart som beskrevs av Franz Elfried Wimmer. Siphocampylus queluzensis ingår i släktet Siphocampylus och familjen klockväxter. Inga underarter finns listade i Catalogue of Life.